# جون كريستيان كومر
جون كريستيان كومر هو سياسي كندي، ولد في 30 نوفمبر 1944 في Powerview-Pine Falls ‏ في كندا. نشط حزبياً في Saskatchewan New Democratic Party ‏.